# Amastus medara
Amastus medara är en fjärilsart som beskrevs av William Schaus 1933. Amastus medara ingår i släktet Amastus och familjen björnspinnare. Inga underarter finns listade i Catalogue of Life.